# فسفوریل‌اتانول‌آمین
فسفوریل‌اتانول‌آمین (به انگلیسی: Phosphorylethanolamine) با فرمول شیمیایی C۲H۸NO۴P یک ترکیب شیمیایی با شناسه پاب‌کم ۱۰۱۵ است. که جرم مولی آن ۱۴۱٫۰۶۳ g/mol می‌باشد. شکل ظاهری این ترکیب، پودر سفید است.

## نگارخانه